# 1427
1427 (MCDXXVII) a fost un an comun al calendarului iulian, care a început într-o zi de miercuri.

## Nașteri
- 30 noiembrie: Cazimir al IV-lea al Poloniei  (d. 1492)
- 26 octombrie: Sigismund, Arhiduce al Austriei arhiduce al Austriei (d. 1496)
- 22 iunie: Lucrezia Tornabuoni  (d. 1482)
- dată necunoscută: Shen Zhou pictor chinez (d. 1509)
- dată necunoscută: Albrecht Dürer cel Bătrân artist german (d. 1502)

## Decese
- 19 iulie: Ștefan Lazarevici  (n. 1374)
- dată necunoscută: Doamna Mara  (n. ?)
- dată necunoscută: Bittino da Faenza pictor italian (n. 1357)